# 伊万·斯特万诺维奇
伊万·斯特万诺维奇（1982年5月18日—），克罗地亚男子手球运动员。他曾代表克罗地亚国家队参加2016年夏季奥林匹克运动会手球比赛，获得第五名。